# Monster: The Original Monster
Monster: The Original Monster es la tercera temporada de la serie antológica estadounidense de drama policial biográfico Monstruo, creada por Ryan Murphy e Ian Brennan para Netflix. Esta temporada se centrará en el asesino convicto y presunto asesino en serie Ed Gein (Charlie Hunnam). Otros personajes principales serán la madre de Gein, Augusta (Laurie Metcalf), el director de cine Alfred Hitchcock (Tom Hollander) y su esposa, guionista y montadora, Alma Reville (Olivia Williams).

## Sinopsis
La serie se centrará en el asesino convicto y presunto asesino en serie Ed Gein (Charlie Hunnam).

## Elenco y personajes

### Principales
- Charlie Hunnam como Ed Gein: Un asesino convicto y presunto asesino en serie.[1][2]
- Laurie Metcalf como Augusta Gein: La madre de Ed[3]
- Tom Hollander como Alfred Hitchcock: Un director de cine inglés[3]
- Olivia Williams como Alma Reville: Guionista y editora de cine inglesa, esposa de Hitchcock.[3]
- Addison Rae como Evelyn Hartley: Una adolescente estadounidense que desapareció misteriosamente.[4][5]
- Suzanna Son[6]
- Danielle Campbell

## Producción

### Desarrollo
El 16 de septiembre de 2024, se anunció que la tercera temporada de Monstruo se centrará en el asesino en serie convicto y presunto asesino Ed Gein. El 4 de octubre, se confirmó que la temporada se titularía The Original Monster, explorando la vida de Ed Gein como el primer «asesino serial famoso» y examinando cómo el crimen real evolucionó hasta convertirse en un fenómeno de la cultura pop.

### Reparto
El 16 de septiembre de 2024, se anunció que Charlie Hunnam había sido elegido para interpretar a Gein. El 15 de octubre, se anunció que Laurie Metcalf, Tom Hollander y Olivia Williams se habían unido al elenco, como Augusta Gein, Alfred Hitchcock y Alma Reville, respectivamente. En febrero de 2025, se anunció que Suzanna Son había sido elegida para formar parte regular de la serie en un papel no revelado.